# Picco Luigi Amedeo
De Picco Luigi Amedeo is een 4469 meter hoge zijtop van de Mont Blanc aan de Italiaanse zijde. De top ligt op een graat naar de Mont Blanc en steekt zo'n 39 meter uit. De top ligt ten zuidwesten van de Mont Blanc de Courmayeur die op zo'n 750 meter afstand ligt.
De berg is vernoemd naar de man die hem het eerst beklom. In 1906 bereikte Lodewijk Amadeus van Savoye, Hertog van de Abruzzen, de top. Hij had al eerder als eerste de Mount Saint Elias (5489 m) in Alaska beklommen en pogingen gedaan de Pakistaanse bergen K2 en Chogolisa te bedwingen.